# Сервезел
Сервезел (рум. Sărvăzel) — село у повіті Сату-Маре в Румунії. Входить до складу комуни Пір.
Село розташоване на відстані 439 км на північний захід від Бухареста, 51 км на південний захід від Сату-Маре, 117 км на північний захід від Клуж-Напоки.

## Населення
За даними перепису населення 2002 року у селі проживали 175 осіб. Рідною мовою 173 особи (98,9%) назвали румунську.
Національний склад населення села:
| Національність | Кількість осіб | Відсоток |
| -------------- | -------------- | -------- |
| румуни         | 164            | 93,7%    |
| цигани         | 9              | 5,1%     |